# Веджимайт
Веджимайт (на английски: Vegemite) е австралийски крем за мазане, произведен от остатъци от дрожди и добавени зеленчукови подправки. Създаден е от Сирил Калистър в Мелбърн през 1922 година и съдържа множество витамини от група B (без B12). Търговското име „Веджимайт“ се притежава от „Монделийз Интернешънъл“ до 2016 година, след което е продадено на Bega Cheese. На цвят е тъмно черен и има солен, малцов и леко горчив вкус.
Веджимайтът е културен символ на Австралия, като най-често се употребява намазан върху препечени филийки (с или без масло). Количеството, което се използва за намазване, е много малко.
Подобни продукти съществуват и във Великобритания и Нова Зеландия (Мармайт), САЩ (Vegex) и Швейцария (Cenovis).